# Viaduc de Viroflay
 (juin 2024).
Si vous disposez d'ouvrages ou d'articles de référence ou si vous connaissez des sites web de qualité traitant du thème abordé ici, merci de compléter l'article en donnant les références utiles à sa vérifiabilité et en les liant à la section « Notes et références ».
Le viaduc de Viroflay est un viaduc qui permet de connecter la ligne de Paris-Montparnasse à Brest (ligne de la rive gauche) à la ligne de Paris-Saint-Lazare à Versailles-Rive-Droite (ligne de la rive droite). Ouvert en 1852, il a été électrifié en 1995 avec le reste du raccordement de Viroflay pour permettre de mettre en place une liaison de Saint-Quentin-en-Yvelines à la Défense.
Le viaduc, situé sur la commune de Viroflay, passe au-dessus de l'ex-route nationale 10. Il est environ à deux cents mètres de la gare de Viroflay-Rive-Droite, au nord, et à quatre cents mètres de la gare de Viroflay-Rive-Gauche, au sud.

## Situation ferroviaire: section de raccordement
Le viaduc constitue une séparation entre le réseau de Paris-Saint-Lazare, sur la rive droite de la Seine, et celui de Paris-Montparnasse, sur la rive gauche du fleuve. Ces deux réseaux ont des systèmes d'alimentation par caténaire différents : la ligne de Paris-Saint-Lazare à Versailles-Rive-Droite, comme tout le réseau de Paris-Saint-Lazare, est électrifiée en 25 000 volts monophasé tandis que la ligne de Paris-Montparnasse à Brest est électrifiée en 1 500 volts continu jusqu'au Mans, inclus. La section de séparation se situe sur le raccordement de Viroflay, emprunté par la ligne U dont les rames sont bicourant pour pouvoir circuler sur les deux réseaux. Sur le viaduc, les rames Z 8800 (deuxième génération de rames Z 2N) effectuent le couper courant/baisser panto pour changer de réseau d'électrification.